# Eupithecia undosata
Eupithecia undosata là một loài bướm đêm trong họ Geometridae.